# Robert Burton
Robert Burton (8. února 1577 Higham on the Hill – 25. ledna 1640 Oxford) byl anglický filozof, anglikánský kněz a spisovatel, jehož proslavila především kniha Anatomie melancholie (The Anatomy of Melancholy) z roku 1621. Encyklopedickým způsobem se v ní zabýval depresí, jíž sám trpěl. Neustále text rozšiřoval, takže v osmém vydání přesáhl rozsah 500 tisíc slov. Kniha v 18. století zapadla, ale zájem o ni oživily "výpůjčky" (někdy se hovoří dokonce o plagiátu) Laurence Sterneho. Zájem o knihu byl znovu oživen ve 20. století, spolu se vznikem moderní psychologie. Britský deník The Guardian knihu v roce 2011 zařadil mezi sto nejvýznamnějších nebeletristických knih všech dob. Z Burtonova dramatického díla se dochovala jediná hra: satira Philosophaster (1606). Některé jeho hry inscenoval sám anglický král Jakub I. Stuart. Burton od studií až do konce života působil na Oxfordské univerzitě, zejména pak na koleji Christ Church, kde dlouhá léta vedl zdejší knihovnu.